# آکیو اوتسوکا
آکیو اُوتسوکا (انگلیسی: Akio Ōtsuka؛ زادهٔ ۲۴ نوامبر ۱۹۵۹) صداپیشه، بازیگر و راوی اهل ژاپن است.
از فیلم‌هایی که وی در آن نقش داشته‌است، می‌توان به قصر متحرک هاول، اونگلیون نسخه جدید سینمایی: کیو، پورکو روسو، پاپریکا، پدرخوانده‌های توکیو، وکسیل، و شخصیت باتوئو در مجموعه تلویزیونی و فیلم‌های شبح درون پوسته اشاره کرد.